# Papà (film 1923)
Papà (Daddy) è un film muto del 1922 diretto da E. Mason Hopper. Fu ideato come veicolo per la giovane star, Jackie Coogan, di cui si voleva perpetuare il successo colto con Il monello di Charlie Chaplin (1921) e altri film come My Boy (1921) e Oliviero Twist (1922). Nella storia scritta dai suoi stessi genitori (Jack Coogan Sr. e Lillian Coogan), ancora una volta Coogan interpreta il ruolo di un bambino cresciuto orfano che alla fine ritrova la sua famiglia (in questo caso, il padre). Il film si ispira all'ambiente dei musicisti di origine italiana che erano allora una presenza familiare nei teatri ma ancora più nella vita quotidiana dove piccole compagnie (spesso con bambini) si esibivano per le strade.
Il film fu un grande successo commerciale e fu elogiato dalla critica come una delle migliori interpretazioni di Jackie Coogan.

## Trama

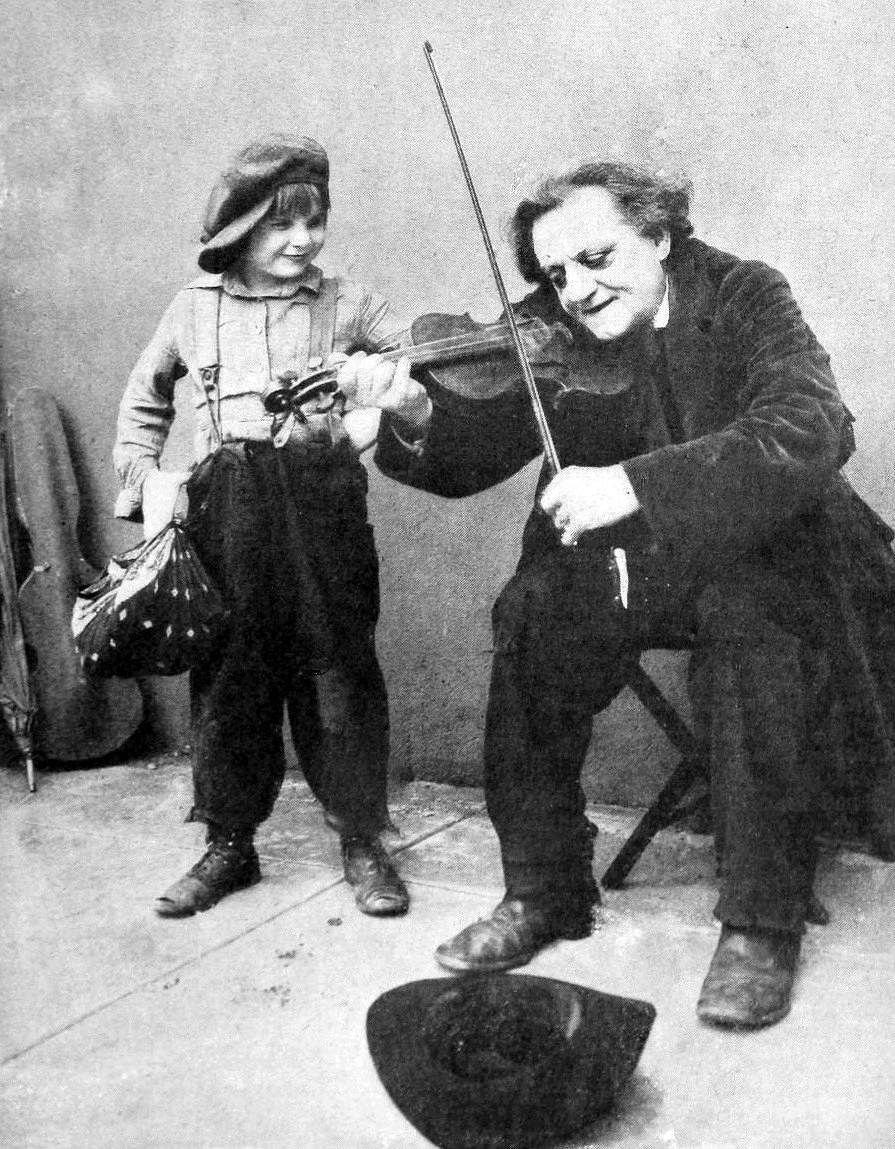
Una scena del film

Jackie è cresciuto in una fattoria con i nonni materni, essendo rimasto orfano della madre, la quale si era separata dal padre, un famoso violinista di origine italiana. Anche il bambino mostra un grande talento musicale con il violino e quando si accorge delle difficoltà economiche dei nonni parte per New York in cerca di fortuna. Cesare, un vecchio violinista di strada (anch'egli di origine italiana), lo prende sotto la protezione e gli insegna a sviluppare il suo talento.
Cesare si ammala e il bambino suona per strada per raccogliere soldi per il dottore. La sua musica attrae per caso l'attenzione del padre che senza sapere chi sia realmente questo bambino rimane colpito dalle sue doti e si interessa al suo caso, offrendogli aiuto. Cesare, morente, lo prega di prendersi cura del bambino. Giunto nella casa del musicista il bambino nota che egli tiene in mostra nella sua camera la foto di una donna, nella quale egli riconosce la madre. Jackie ha ritrovato suo padre.

## Produzione
Il film fu prodotto dalla Jackie Coogan Productions.

## Distribuzione
Distribuito dalla Gaumont, uscì nelle sale cinematografiche statunitensi il 26 marzo 1923 e quindi anche internazionalmente. In Italia, distribuito dalla First National, ottenne nel settembre 1924 il visto di censura 19925.
Copia completa della pellicola si trova conservata negli archivi dell'UCLA Film And Television Archive di Los Angeles e in quelli della Cineteca Nazionale di Roma.